# United Automobile Workers
La International Union, United Automobile, Aerospace and Agricultural Implement Workers of America (trad. Unione Internazionale, Lavoratori Uniti dell'Automobilistico, Aerospaziale e dei macchinari Agricoli d'America), meglio conosciuta come United Automobile Workers (UAW), è un sindacato americano, basato a Detroit, che rappresenta lavoratori negli Stati Uniti, a Porto Rico e in Canada.

## Storia
Fondato nel maggio del 1935 come ala di sinistra del Congress of Industrial Organizations, dopo un periodo di forti agitazioni tra le associazioni sindacali, la UAW crebbe rapidamente dal 1936 fino agli anni cinquanta. Sotto la guida di Walter Reuther (presidente dal 1946 al 1970), ha giocato un ruolo di primissimo piano nell'ambito della corrente di sinistra (negli Stati Uniti definita liberal) del Partito democratico americano. La UAW fu nota soprattutto per le sue conquiste in materia salariale e pensionistica per i lavoratori dell'auto.
Oggi gli iscritti alla UAW - operanti in diversi settori industriali, anche molto diversi tra loro, dalle automobili e componenti per automobili alla sanità, i casinò e l'alta formazione - sono circa 390.000 membri attivi e più di 600.000 pensionati, suddivisi in oltre 750 associazioni locali, impegnate attualmente nella negoziazione di circa 2500 contratti collettivi con 1700 aziende. L'attuale presidente è Shawn Fain.